# 三田七南
三田 七南（さんた なな、2002年10月2日 - ）は、日本の女子バスケットボール選手である。ポジションはスモールフォワード。ENEOSサンフラワーズ所属。

## 来歴
新潟県出身。
小学生時代には水泳選手としてジュニアオリンピックへの出場歴を持つ。
昭和学院高校でウィンターカップ3位。
2021年4月、ENEOSサンフラワーズへ加入。

## 経歴
- 坂井輪MBC - 柳都中学校 - 昭和学院高 - ENEOSサンフラワーズ（2021年〜）